# Glass Beams
Glass Beams est le projet musical du multi-instrumentiste et producteur indo-australien Rajan Silva. Il créé le groupe à Melbourne, Victoria, Australie, en 2020 pendant la pandémie de COVID-19. Le groupe mélange des éléments musicaux orientaux avec de la musique occidentale contemporaine,. Sur scène et dans leurs vidéos, le groupe apparaît avec des masques, semblables à des napperons, ornés de bijoux.

## Histoire
Le groupe sort son premier EP, Mirage, en 2021. L'EP suivant, Mahal, sort trois ans plus tard, en 2024, sur Ninja Tune, et entre à la 5e place du classement Billboard Contemporary Jazz Albums et à la 13e place du classement Billboard Jazz Albums[réf. nécessaire].
Lors de toutes ses apparitions publiques, le groupe porte des masques en verre ornés de bijoux dorés, . Le leader du groupe, Rajan Silva, est actuellement le seul dont on connaît le visage. Les deux autres membres du groupe préfèrent continuer à être identifiables par leur musique plutôt que par leur visage.
Batteur d'origine, Rajan Silva enregistre, produit et mixe toute la musique du groupe,.

## Discographie

### Productions
| Titre  | Détails                                         | Meilleur classement (AUS Indé) |
| ------ | ----------------------------------------------- | ------------------------------ |
| Mirage | - Sortie : juin 2021 - Label : Research Records | 8                              |
| Mahal  | - Sortie : mars 2024 - Label : Ninja Tune       | 1                              |